# Ligne de Tunis à Ghardimaou
La ligne de Tunis à Ghardimaou est une ligne de chemin de fer du nord de la Tunisie, reliant Tunis à Ghardimaou.
Le 1er septembre 1879, la ligne Tunis-Béja-Jendouba est ouverte au trafic pour la desserte des mines de plomb. En 1884, le prolongement de la liaison Tunis-Jendouba jusqu'à Ghardimaou la raccorde au réseau algérien.